# نیممی
نیممی (به انگلیسی: Nimmi) (زاده ۱۸ فوریهٔ ۱۹۳۳) بازیگر هندی است.
از فیلم‌هایی که وی در آن نقش داشته‌است می‌توان به باران، غرور، گل برای پوجا، آکاشدیپ، جاویدان، لکه‌دار و تخت پرنده اشاره کرد.